# Đurđevac, Mionica
Đurđevac (izvirno srbsko Ђурђевац) je naselje (vas) v Srbiji, ki upravno spada pod Občino Mionica; slednja pa je del Kolubarskega upravnega okraja.
- Đurđevac - panorama
- Đurđevac - panorama
- Đurđevac - panorama
- Đurđevac - panorama
- Đurđevac - panorama
- Đurđevac - panorama

## Demografija
V naselju, katerega izvirno (srbsko-cirilično) ime je Ђурђевац, živi 245 polnoletnih prebivalcev, pri čemer je njihova povprečna starost 45,1 let (42,5 pri moških in 47,5 pri ženskah). Naselje ima 91 gospodinjstev, pri čemer je povprečno število članov na gospodinjstvo 3,26.
To naselje je, glede na rezultate popisa iz leta 2002, večinoma srbsko, a v času zadnjih treh popisov je opazno zmanjšanje števila prebivalcev.
|  |

| Demografija | Demografija     | Demografija     |
| Leto        | Št. prebivalcev | Št. prebivalcev |
| ----------- | --------------- | --------------- |
|             |                 |                 |
|             |                 |                 |
|             |                 |                 |
|             |                 |                 |
| 1948        | 553             |                 |
| 1953        | 558             |                 |
| 1961        | 490             |                 |
| 1971        | 450             |                 |
| 1981        | 412             |                 |
| 1991        | 323             | 323             |
| 2002        | 298             | 297             |
|             |                 |                 |

| Etnična sestava po popisu iz leta 2002 | Etnična sestava po popisu iz leta 2002 | Etnična sestava po popisu iz leta 2002 | Etnična sestava po popisu iz leta 2002 | Etnična sestava po popisu iz leta 2002 |
| -------------------------------------- | -------------------------------------- | -------------------------------------- | -------------------------------------- | -------------------------------------- |
| Srbi                                   | Srbi                                   |                                        | 294                                    | 98,98%                                 |
| Črnogorci                              | Črnogorci                              |                                        | 2                                      | 0,67%                                  |
| Neznano                                | Neznano                                |                                        | 1                                      | 0,33%                                  |